# 华沙洲际酒店
华沙洲际酒店（波蘭語：InterContinental Warszawa）是位于波兰华沙艾米利亚-普拉特街49号的五星级酒店。

## 概要
酒店主体建筑均匀、细长，豌豆色的外墙与临近的摩天大楼华沙金融中心遥相呼应。酒店设414间客房，其中有76间可供长住的套房。酒店还设有14间会议室、两间餐厅、一间酒吧、一间咖啡厅及可停泊175辆汽车的地下停车场。酒店的43楼与44楼（距地150米）为休闲中心，内设健身房 、有氧运动室、按摩浴缸和一个6×14米的游泳池（为波兰最高）。该中心可眺望维斯瓦河，故其英文名为“滨江健康中心”（英語：RiverView Wellness Centre）。该酒店亦为欧洲最高的五星级酒店之一。
该建筑于2001年至2003年间兴建，由塔德乌什·斯皮查瓦、沃伊切赫·波普瓦夫斯基和威利班德·菲尔斯特设计。钢混结构由约翰·迈耶和耶日·布拉泽切克设计。该酒店的用地曾为波兰首间爵士乐俱乐部“水族馆”的所在地。
工程总造价1.13亿欧元。

## 争议
临近公寓区的居民抗议修建该设施，声称该工程将影响采光。后续他们与开发商达成一项协议，建筑设计由此修改。为解决公寓区采光问题，设计者在5樓和20樓之间设计了一个凹槽。

## 殊荣
迄2016年，该酒店是波兰唯一一家在红色米其林指南“欧洲主要城市”中获得五星级的酒店。